# پلاک وسایل نقلیه استان کردستان
کد های پلاک استان کردستان ۵۱ و ۶۱ هستند. در خودروهای عمومی، تاکسی‌ها و خودروهای دولتی حرف پلاک همیشه یکسان است. اما در خودروهای شخصی این حرف بستگی به حرف (ب) شهری دارد که پلاک خودرو در آن ثبت شده است.
نکته: با توجه به محدودیت و کمبود پلاک، پلاک‌های فک شده همان شهرستان که یک سال بدون استفاده باقی مانده واگذار خواهد شد.
پلاک‌های فک شده شهرستان سقز حروف «ب» و «م» در حال واگذاری است و در صورت اتمام حرف ی واگذار می شود.

## ۵۱ مرکز استان (سنندج)
| ۵۱ | ۳۴۵ ۱۲ |

| حرف | شهرستان              | وضعیت واگذاری                                      |
| --- | -------------------- | -------------------------------------------------- |
| الف | دولتی                | سرشماره ١۶ در حال واگذاری                          |
| ب   | سنندج (۱)            | پایان شماره‌گذاری                                   |
| ت   | تاکسی‌                | سرشماره ۴۴ در حال واگذاری                          |
| ج   | سنندج (۲)            | پایان شماره‌گذاری                                   |
| د   | سنندج (۳)            | پایان شماره‌گذاری                                   |
| ژ   | جانبازان‌ معلولین     | سرشماره ۱۱ درحال واگذاری سرشماره ۵۱ در حال واگذاری |
| س   | سنندج (۴)            | پایان شماره‌گذاری                                   |
| ص   | سنندج (۵)            | پایان شماره‌گذاری                                   |
| ط   | سنندج (۶)            | پایان شماره‌گذاری                                   |
| ع   | عمومی (۱)            | سرشماره ۹۵ در حال واگذاری                          |
| ق   | سنندج (۷)            | سرشماره ۱۱ در حال واگذاری                          |
| ک   | کشاورزی              | سرشماره ۳۹ در حال واگذاری                          |
| گ   | گذر موقت، آزمایش فنی | سرشماره ۳۵ در حال واگذاری                          |
| ل   | ذخیره                |                                                    |
| م   | ذخیره                |                                                    |
| ن   | ذخیره                |                                                    |
| و   | ذخیره                |                                                    |
| ه‍   | ذخیره                |                                                    |
| ی   | ذخیره                |                                                    |

## ۶۱ استان کردستان
| ۶۱ | ۳۴۵ ۱۲ |

| حرف | شهرستان          | وضعیت شماره‌گذاری          |
| --- | ---------------- | ------------------------- |
| ب   | سقز (۱)          | پایان شماره‌گذاری          |
| ج   | بیجار (۱)        | سرشماره ۸۶ در حال واگذاری |
| د   | بانه (۱)         | پایان شماره‌گذاری          |
| س   | قروه، دهگلان (۱) | پایان شماره‌گذاری          |
| ص   | مریوان (۱)       | پایان شماره‌گذاری          |
| ط   | دیواندره         | سرشماره ٧٢ در حال واگذاری |
| ع   | عمومی (۲)        | ذخیره                     |
| ق   | کامیاران         | سرشماره ۹۵ در حال واگذاری |
| ل   | سروآباد          | سرشماره ۳۹ در حال واگذاری |
| م   | سقز (۲)          | پایان شماره‌گذاری          |
| ن   | قروه، دهگلان (۲) | سرشماره ۷۶ در حال واگذاری |
| و   | مریوان (۲)       | سرشماره ۸۳ در حال واگذاری |
| ه‍   | بانه (۲)         | سرشماره ۵۴ در حال واگذاری |
| ی   | سقز (۳)          | ذخیره                     |

پلاک موتور: ۴۶۱، ۴۶۲، ۴۶۳

## استان کردستان ۵۱، ۶۱
| حرف | ۵۱        | ۶۱             |
| --- | --------- | -------------- |
| ب   | سنندج (۷) | سقز ۱          |
| ج   | سنندج (۷) | بیجار          |
| د   | سنندج (۷) | بانه ۱         |
| س   | سنندج (۷) | قروه، دهگلان ۱ |
| ص   | سنندج (۷) | مریوان ۱       |
| ط   | سنندج (۷) | دیواندره       |
| ق   | سنندج (۷) | کامیاران       |
| ل   | سنندج (۷) | سروآباد        |
| م   | سنندج (۷) | سقز ۲          |
| ن   | سنندج (۷) | قروه، دهگلان ۲ |
| و   | سنندج (۷) | مریوان ۲       |
| ه‍   | سنندج (۷) | بانه ۲         |
| ی   | سنندج (۷) | سقز ۳          |